# The Libertines (àlbum)
The Libertines és el segon i últim àlbum del grup de rock britànic The Libertines. El disc, produït per Mick Jones, es va publicar el 2004, va arribar al número 1 de les llistes del Regne Unit i va ser disc de platí. Només en la primera setmana en van vendre 72.189 còpies.
A finals del 2004, va sortir a la venda una edició especial del disc amb un DVD extra titulat Boys in The Band, que incloïa entrevistes, vídeos d'actuacions en directe i el vídeo promocional de Can't Stand Me Now.

## Llista de cançons
| Núm. | Títol                                     | Durada |
| ---- | ----------------------------------------- | ------ |
| 1.   | «Can't Stand Me Now»                      | 3:23   |
| 2.   | «Last Post on the Bugle»                  | 2:32   |
| 3.   | «Don't Be Shy»                            | 3:03   |
| 4.   | «The Man Who Would Be King»               | 3:59   |
| 5.   | «Music When the Lights Go Out»            | 3:02   |
| 6.   | «Narcissist»                              | 2:10   |
| 7.   | «The Ha Ha Wall»                          | 2:29   |
| 8.   | «Arbeit Macht Frei»                       | 1:13   |
| 9.   | «Campaign of Hate»                        | 2:10   |
| 10.  | «What Katie Did»                          | 3:49   |
| 11.  | «Tomblands»                               | 2:06   |
| 12.  | «The Saga»                                | 1:53   |
| 13.  | «Road To Ruin»                            | 4:21   |
| 14.  | «What Became of the Likely Lads / France» | 5:54   |

| 1. | «Don't Look Back into the Sun (Versió nova)» |  |
| 2. | «Cyclops»                                    |  |
| 3. | «Dilly Boys»                                 |  |

| 1. | «Never Never (Versió nova)» |  |
| 2. | «I Got Sweets»              |  |

- La cançó What Became of the Likely Lads, conté el tema France, compost per Carl Barât, que comença a sonar al minut 3:28.